# Айриян, Гурген Маркарович
Гурген Маркарович Айриян (арм. Գուրգեն Հայրյան, азерб. Qurqen Markaroviç Ayriyan; 1913, Шушинский уезд — ?) — советский виноградарь, Герой Социалистического Труда (1949).

## Биография
Родился в 1913 году в Шушинском уезде Елизаветпольской губернии (ныне Ходжавендский район Азербайджана).
Работал звеньевым колхоза имени Асланова Шамхорского района Азербайджанской ССР. В 1948 году получил урожай винограда 205,8 центнера с гектара на площади 3 гектара поливных виноградников.
Указом Президиума Верховного Совета СССР от 21 июля 1949 года за получение высоких урожаев винограда в 1948 году Айрияну Гургену Маркаровичу присвоено звание Героя Социалистического Труда с вручением ордена Ленина и золотой медали «Серп и Молот».